# Primera guerra israelita-aramea

Primera guerra israelita-aramea o también conocida como la Guerra de la independencia Aramea, fueron las revueltas de los arameos para liberarse del dominio de Israel, en ese entonces reinada por Salomón. Las rebeliones comenzaron en el 960 a. C., pero la independencia llegó varios años después.
Anteriormente el rey David de Israel había conquistado toda Siria. Pero poco antes de que el rey arameo de Soba Hadad-Ezer fuera completamente derrotado por los israelitas, Rezon, un siervo de este rey, se escapó de él y en su huida formó una pequeña banda de ladrones. Pasado un tiempo y tras la conquista por parte del rey David de Siria, se fue a vivir a Damasco donde se autoproclamó rey de los arameos. Rezon no se atrevió a revelarse inmediatamente después de que Salomón ascendiera al trono en lugar de su padre ya que Israel se hacía aún más fuerte militarmente, pero por sobre todo económicamente. Pero poco antes de la mitad de su reinado, el poder de Salomón comenzó a menguar, lo que dio oportunidad a Rezon para revelarse. Las tropas emancipadoras lograron vencer a las israelitas, por lo que se formó un nuevo reino en Siria, con capital en Damasco, con Rezon como rey, fundando un reino que duraría poco más de 200 años, hasta que Tiglat Pileser los subyugó.
- Datos: Q6086416